# دوردارشان
دوردارشان (انگلیسی: Doordarshan) شرکت دولتی رسانه‌ای هندی است، که در سال ۱۹۵۹ تأسیس شد.